# Примотеизъм
Примотеизмът по същество е политеистична религия, но при него едно божество се счита за върховно и особено важно за света и хората, а останалите божества се възприемат като по-низши, подчинени нему.